# 1583.
◄ | 15. stoljeće | 16. stoljeće | 17. stoljeće | ►
◄ | 1550-ih | 1560-ih | 1570-ih | 1580-ih | 1590-ih | 1600-ih | 1610-ih | ►
◄◄ | ◄ | 1580. | 1581. | 1582. | 1583. | 1584. | 1585. | 1586. | ► | ►►
Arhitektura • Astronomija • Glazba • Kazalište • Kiparstvo • Knjige • Književnost • Kršćanstvo • Medicina • Politika • Pravo • Promet • Slikarstvo • Znanost

## Događaji
- kršćanski pokušaj oslobođenja Klisa od osmanske vlasti.[1]

## Rođenja
- 10. travnja – Hugo Grotius, nizozemski humanist († 1645.).
- 24. rujna – Albrecht von Wallenstein, vojskovođa Katoličke lige u Tridesetogodišnjem ratu († 1634.)

## Vanjske poveznice
|  | Zajednički poslužitelj ima još gradiva o temi 1583. |